# ノートルダム 炎の大聖堂
『ノートルダム 炎の大聖堂』（ノートルダム ほのおのだいせいどう、原題：Notre-Dame brûle）は、2022年のフランス・イタリアのディザスター映画。2019年にフランス・パリので起きたノートルダム大聖堂の火災の映画化作品。監督はジャン＝ジャック・アノーが務め、彼とトマ・ビデガンが脚本を手掛けた。製作会社としてフランスからパテとTF1フィルムズ、イタリアからはワイルドサイドが参加している。

## ストーリー
2019年4月15日。パリのノートルダム大聖堂は修復工事のための巨大な足場に覆われていたが、聖堂内部は観光客で賑わい、厳かなミサに信者たちが集っていた。
18時17分に警備室で火災警報が鳴り響いた。300段の狭い石段を昇って屋根を確認する警備主任。だが火の気が無いため、老朽化した機械のいつもの誤報と決め付ける警備主任。実は火災受信機を見ていた警備員が新人で、火災場所を示す記号を読み違えたのだ。上司が正しい出火場所に気づいた頃には聖堂の屋根から煙が立ち昇り、多くのパリ市民が騒ぎ始めていた。
18時45分。パリ市の消防局を統括するガレ少将の元に、民間からの通報として届く火災の第一報。大聖堂の警備主任が正しい出火場所を見つけた時には、すでに火の手が上がっていた。その場に消化器があったにも関わらず、避難誘導のために階下に駆け降りる警備主任。
大聖堂から850メートルの距離にあるポワシー消防署の消防車は、渋滞や狭い道幅に阻まれて大幅に時間をロスしつつ現場に到着した。改修工事用に足場に保管されていた鉛が溶けて495度の高温で降り注ぎ、消火ホースを繋いだ放水管は老朽化して途中から水が漏れ、放水にすら苦労する消防隊員たち。
現場に多くの消防車両が到着し、遠い消火栓から水を確保して指揮体制も整える消防局。考慮すべきは、大聖堂に保管されている聖遺物などの文化財だった。重要な品の保管場所に精通し、扉の鍵に詳しいのは学芸員のプラドだが、彼は22キロ離れたベルサイユ宮殿で開催中の展覧会に招かれていた。呼び戻されて必死に大聖堂を目指すプラド。
尖塔が崩れ落ちて礼拝堂の天井を突き破り、消防隊員の退避が命じられた。現場にやって来た大統領を「ダミー指揮車」で迎え、実際の消防活動の邪魔をさせないガレ少将。
ようやく大聖堂に到着して、消防隊員を宝物室に案内するプラド。だが、パニックになって鍵の番号が思い出せない。他の者に尋ねたくても市内の混乱で電話が繋がらず、メールして返事を待つしか方法がない。それでも何とか聖遺物は無事に救出された。
鐘楼の巨大な鐘が墜落すると、衝撃で建物が倒壊する恐れがあった。最後の手段として結成される少人数の決死隊。鐘楼塔の上部によじ登り、追加のホースを繋げ、ポンプ車から送った水を放水する決死隊。深夜に集まった大勢の市民が賛美歌を歌う中、消火活動を続けた決死隊は、ついに鎮火に成功した。

## キャスト
- ジャン＝マリー・ゴンティエ（フランス語版）准将 - サミュエル・ラバルト（フランス語版）
- ガレ少将 - ジャン＝ポール・ボーデス（フランス語版）
- ロラン・プラド - ミカエル・チリニアン（フランス語版）
- ジョエル上級曹長 - ジェレミー・ラウールト（フランス語版）
- レイナル上級軍曹 - マクシミリアン・セヴェリン
- フランシス大尉 - ディミトリ・ストロージュ（フランス語版）
- シャルレー主任司祭 - グザビエ・マリー（フランス語版）
- マリアンヌ上級伍長 - クロエ・ジュアネ（フランス語版）
- アレクサンドレ中尉 - ピエール・ロタン（フランス語版）
- ジョルダン上級軍曹 - ジュール・サドゥーギ（フランス語版）
- サンドロ伍長 - ヴァシーリー・シュナイダー
- マーカス大尉 - セバスティアン・ララン（フランス語版）
- ローランド大佐 - ベルナール・ゲイベイ（フランス語版）
- ジョナス - アントニーターサン・ジェスターサン（フランス語版）
- クロエの母 - エロディ・ナヴァール（フランス語版）
- クロエ - クロエ・シュヴァリエ

本人役
- アンヌ・イダルゴ[7]
- エマニュエル・マクロン（ノンクレジット、アーカイヴ映像[7]）

## 製作

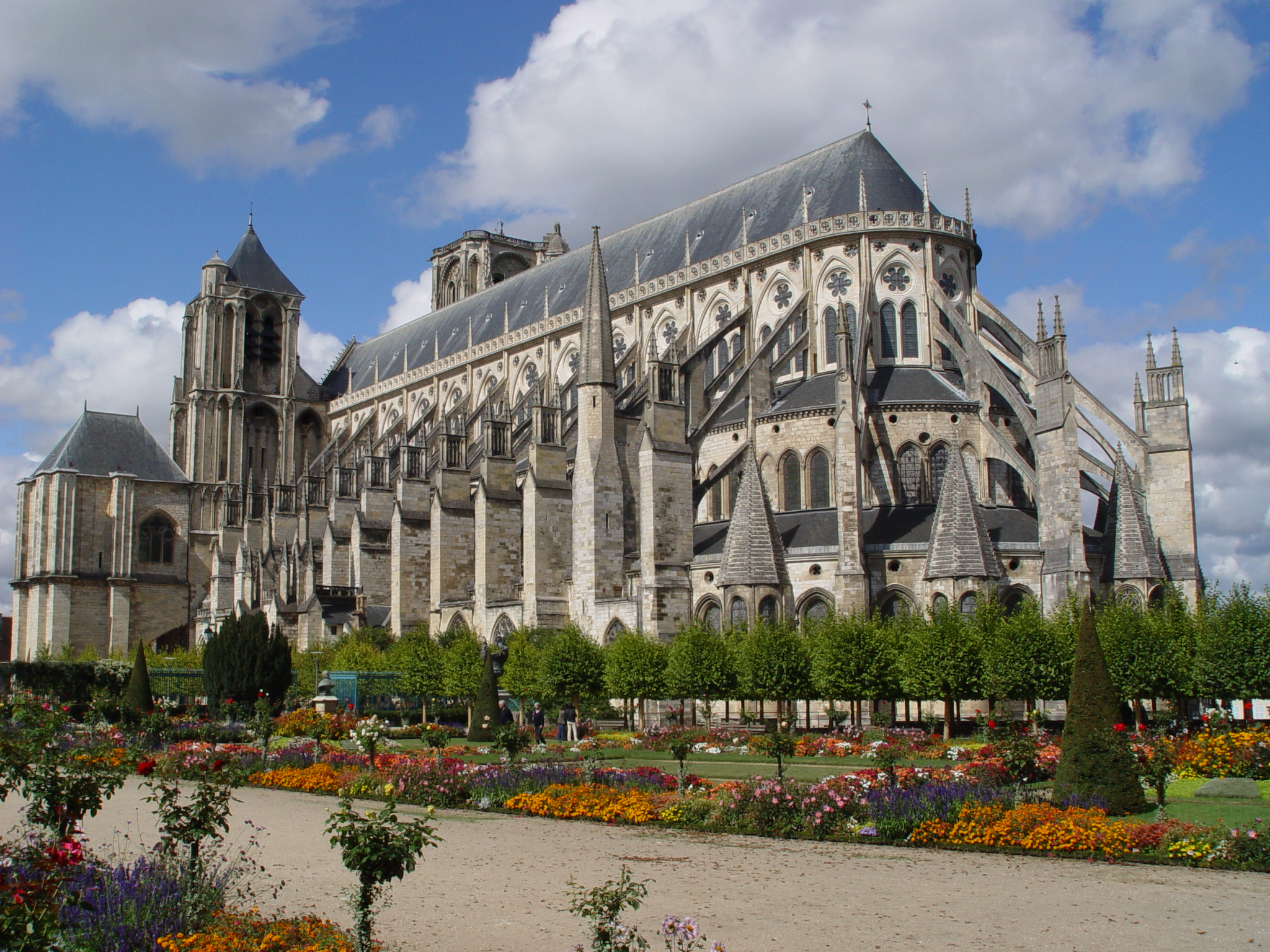
ノートルダム大聖堂のシーンが撮影されたブールジュ大聖堂

2020年4月にジャン＝ジャック・アノーがノートルダム大聖堂の火災を題材にした映画の製作を発表した。彼は製作理由について「もちろん、すぐに並外れた映画的な価値を感じました。災害と嘆きの先にある、炎の中に存在する感情とスペクタクルをです」と語っており、当初はドキュメンタリー映画を想定していた。
2021年3月からブールジュで主要撮影が始まった。ノートルダム大聖堂のシーンは外観が似ているブールジュ大聖堂で行われ、火災のシーンはシテ・ドゥ・シネマに作られた撮影セットで行われた。4月中旬にはヴェルサイユのヴェルサイユ＝シャトー駅で撮影が行われ、同時に外観が似ているアミアン大聖堂でもノートルダム大聖堂のシーンを撮影している。火災の発生シーンはサンス大聖堂で150人のエキストラを動員して撮影され、螺旋階段や身廊、前庭では消防士の活動シーンが撮影された。この他、アノーは火災発生当時の映像の提供を人々に呼びかけ、提供された映像（炎上するノートルダム大聖堂、出動する消防車、鎮火を祈り歌う群衆の映像など）を映画で使用している。彼によると、映画全体の5%の映像が、これら火災発生当時のアーカイヴ映像で構成されている。また、パリ市長のアンヌ・イダルゴが本人役で出演しており、彼女の出演シーンは市長執務室を使用して撮影された。

## 公開
フランスでは、火災から3年後に当たる2022年3月16日にパテ配給でIMAX、ドルビーシネマ、2Dで劇場公開された。イタリアでは同月28日からヴィジョン・ディストリビューション配給で劇場公開された。

## 評価

### 観客動員数
フランスでは公開初日に観客動員数4万1089人を記録し、興行成績は『劇場版 呪術廻戦 ０』に次いで第2位にランクインした。また、公開初週の観客動員数は38万8293人を記録し、興行成績第2位にランクインした。公開第2週のプランタン・ドゥ・シネマ期間中の興行成績は『THE BATMAN-ザ・バットマン-』に次ぐ第2位だった。公開第3週の観客動員数は10万8099人を記録して興行成績第5位にランクインし、公開第4週も観客動員数13万4038人を記録して順位を維持した。

### 批評
Rotten Tomatoesには16件の批評が寄せられ支持率88%、平均評価6.5/10となっており、Metacriticでは5件の批評二基づき64/100の評価となっている。

### 賞歴
| 映画賞           | 授賞式        | 部門       | 対象                 | 結果 | 出典   |
| ---------------- | ------------- | ---------- | -------------------- | ---- | ------ |
| 第48回セザール賞 | 2023年2月24日 | 視覚効果賞 | ローレンス・エアマン | 受賞 | [ 22 ] |